# پایگاه هوایی سنت هاوبرت
پایگاه هوایی سنت هاوبرت (به انگلیسی: Saint-Hubert Air Base) (به زبان بومی: Base de Saint-Hubert) یک فرودگاه نظامی است که یک باند فرود بتن دارد و طول باند آن ۲۵۹۹ متر است. این فرودگاه در شهر سن-اوبر (بلژیک) کشور بلژیک قرار دارد و در ارتفاع ۵۸۸ متری از سطح دریا واقع شده است.